# Fiat 130 HP
La 130 HP è un'autovettura da competizione realizzata dalla FIAT nel 1907.

## Contesto

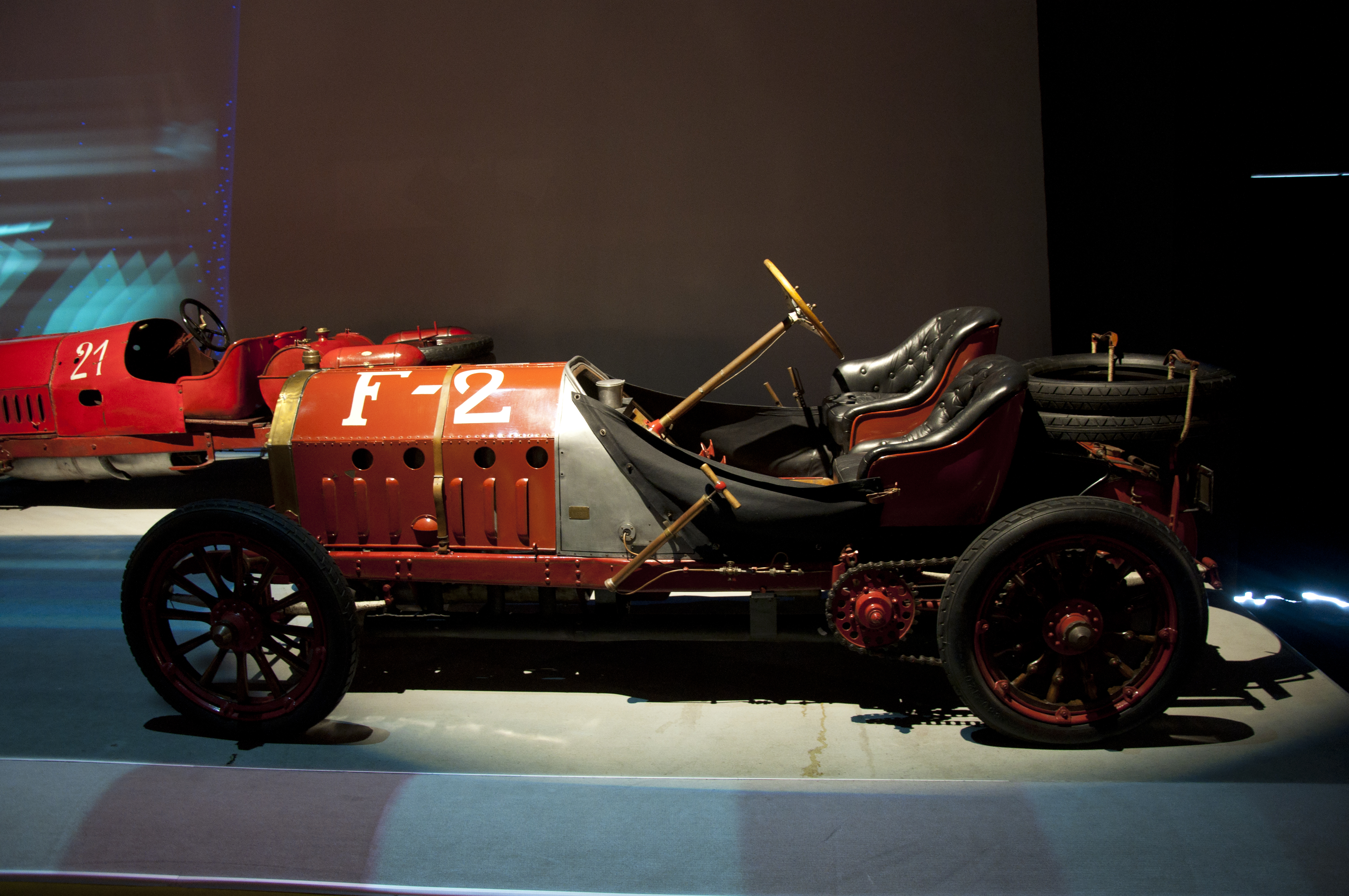
Vista laterale

Sino al 1906, la FIAT aveva ottenuto importanti risultati sportivi, ma non venivano ritenuti soddisfacenti a causa dello strapotere delle vetture francesi. Per questo motivo, quando fu introdotta nel 1907 una nuova formula basata sul consumo di carburante (30 litri per 100 km) senza limite di peso e cilindrata, i vertici FIAT decisero di sviluppare una nuova vettura.

## Tecnica
Il progetto fu affidato a Giovanni Enrico, il quale, collaborando con Guido Fornaca e Carlo Cavalli, sviluppò la 130 HP, una vettura con un propulsore 4 cilindri di oltre 16.000 cm³. Tale motore era molto innovativo per l'epoca, in quanto aveva un alesaggio superiore alla corsa, valvole in testa e camere di combustione emisferiche con le candele situate al centro.
L'accensione era assicurata da un magnete Simms-Bosch, mentre l'alimentazione era regolata da un solo carburatore. Nonostante il peso di oltre 1000 kg (ogni pistone aveva un peso di 4 kg e mezzo) le ruote erano ancora realizzate in legno.

## Risultati sportivi

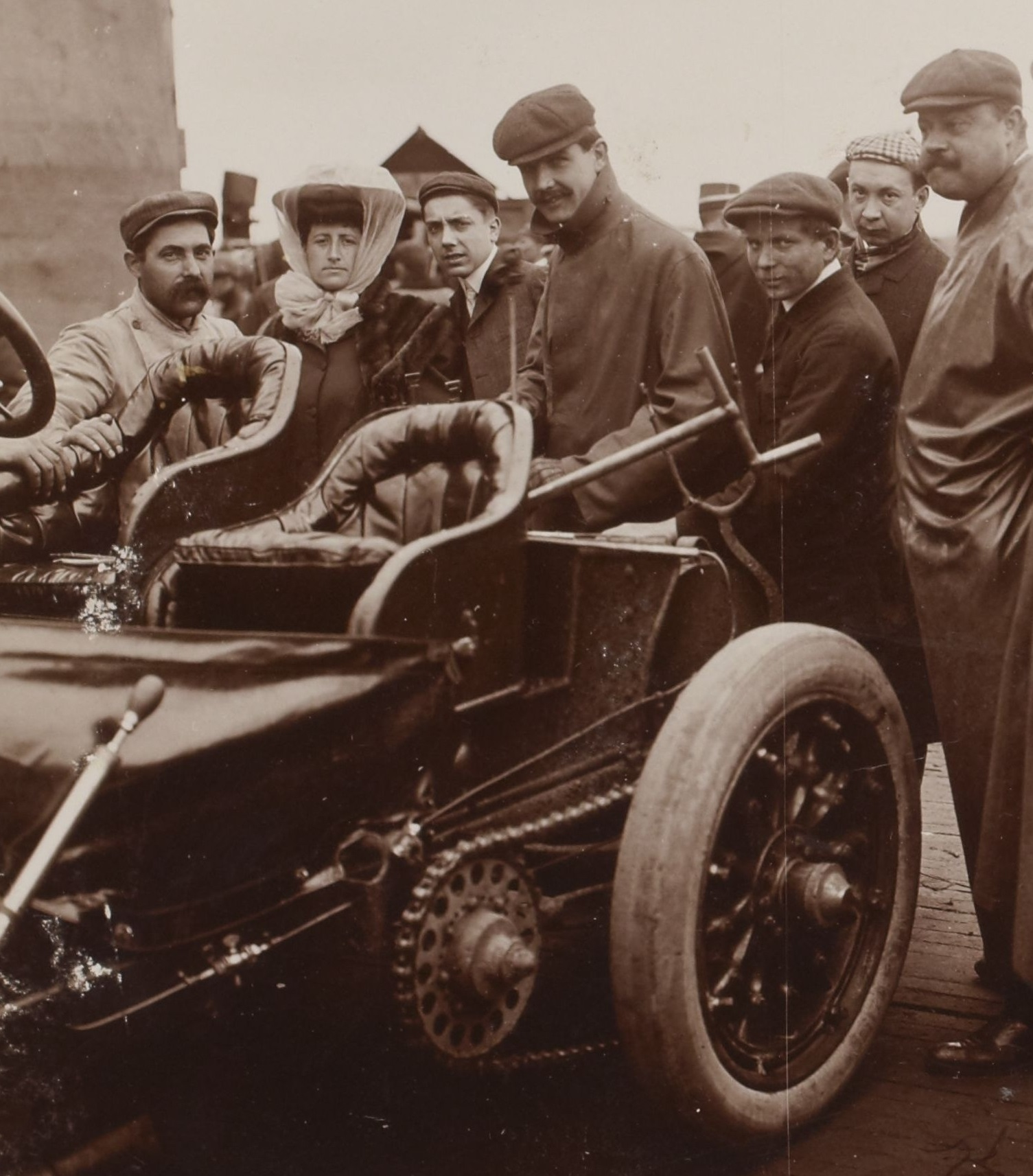
Felice Nazzaro e la 130 HP

Felice Nazzaro si aggiudicò la Kaiserpreis che si svolgeva sul circuito del Taunus. Le altre due vetture FIAT affidate a Lancia e a Louis Wagner terminarono rispettivamente sesta e quinta.
La stessa squadra composta da Nazzaro, Wagner e Lancia fu schierata al Gran Premio di Francia che si svolgeva a Dieppe. Durante i primi 3 giri, Wagner mantenne il comando, ma a causa di un guasto dovette ritirarsi. Il comando passò a Lancia, il quale però dovette anche lui ritirarsi per noie al motore, lasciando la vittoria a Nazzaro.
Il 26 Novembre del 1908 Louis Wagner alla guida di FIAT 130 Hp vince il primo Gran Premio degli Stati Uniti a Savannah.